# 化狸

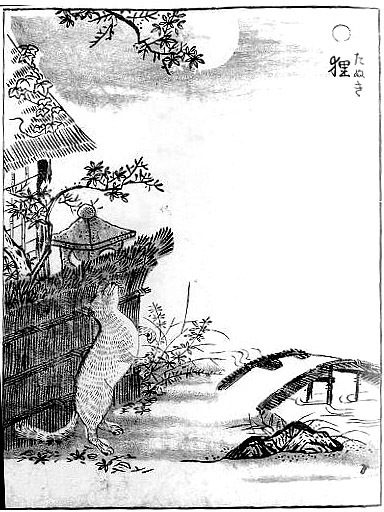
鳥山石燕『畫圖百鬼夜行』中的「狸」

化狸，或狸妖是流傳於日本古籍或各地民俗傳說的一種狸的妖怪。

## 概要
日文除了化狸（化け狸（ばけだぬき））之外，也有妖狸（ようり）、古狸（こり、ふるだぬき）、怪狸（かいり）等稱呼。目前常見的中文譯名有：狸貓、化狸、狸妖、狸精。
狸本來是一種現實存在的哺乳類動物，但是在文獻中自古就將之視為一種神祕動物來記述。
原本「狸」這個漢字，在中國古代漢語裡同漢字「貍」，意思是「野貓」，但不是現代意義所指的流浪貓，而是同「野豬」一詞的用法，是指未被人類馴化的野生種小型貓科動物，以中國大陸地區原生的小型貓科動物來看，「野貓」應是指現代所說的豹貓(石虎)。但同時，中國古代也會用「貍」字來稱呼一些被古人認為像貓的神祕動物(其中有大部分在現代被分類為靈貓科動物)。
在漢字「狸」傳入日本後，因為古日本沒有類似野貓的動物(日本本土地區無原生貓科動物)，所以大概在日本的上古到中古時代，「狸」字並沒有用來專指某種動物，日本古代的知識分子曾用 漢字「狸」來稱呼過各種動物，諸如日本狸、貉、流浪貓(日文:野良猫)、野豬、獾(日本狗獾)、鼬鼠(日本鼬/日本黃鼠狼)、白頰鼯鼠等動物。
最早關於化狸的記述出現在奈良時代的《日本書紀》推古天皇的章節中，記有「春二月陸奧有狢。化人以歌（『春2月、陸奧國出現了狢。變化成人並高歌』的意思）」的記述。之後在《日本現報善惡靈異記》《宇治拾遺物語》等古籍也都有記載。在日本各地，也有和妖狐一樣具有變化成其他形體、變化成人類或是附身在人身上等能力的傳說。」
日本的狸雖然自古就作為司長森羅萬象之物而被神格化，但是在佛教傳入後，除了神明使者（例如狐或是蛇）之外的動物都失去了神格，只留下具有特異能力的獸類形象，因此被視為為惡的怪物或妖怪。其中最具代表性的化狸，也因為其神秘，而和恐怖的中國狸（豹貓/仙狸）形象重疊在一起。但由於日本的狸（日本貉）並沒有像中國狸（豹貓/仙狸）那樣令人恐懼的印象，便逐漸形成和中國相異、帶有幽默的妖怪形象。在民間也有許多像《咔嚓咔嚓山》或《文福茶鍋》故事中那般，將化狸描述成傻氣愚笨的動物。
在日本的傳說當中，化狸靠一塊樹葉便能百變無方，据说只有菜鸟才要顶叶子，修行深的化狸不用樹葉也能千变万化与催眠术，可謂極盡天馬行空之能事。除了善於變化之外，化狸還能擊打圓滾滾的肚子發出怪聲（狸囃子），以及用巨大的陰囊攻擊人類的能力。描述這些能力的記載可以追溯到了江戶時代，主要是在繪畫和故事中。關於大陰囊的傳說被認為源自於與化狸有關的俗語「狸貓的睪丸，八疊榻榻米(狸の金玉八畳敷き)」。在1697年《本朝食鑑》第11卷的條目「狸」裡，有關於狸(日本貉)會變化、拉伸大陰囊等行為的描述，證實了貉被認為會做這種事。這類傳說故事通常講述了一隻貉試圖將自己八張榻榻米大的陰囊，變化成一個榻榻米房間或大寺廟，最後會因為有人把點燃的菸或針掉在地上，而導致牠失敗。這類型的民間故事從明治時代到昭和初期在日本各地廣泛流傳著。
從前的傳說多是指化狸愛作弄人類，及後得到當今的日本動畫大師宮崎駿所屬的動畫工作室吉卜力導演高畑勳將之發揚光大，拍攝了一輯名為《平成狸合战》的動畫，片中的化狸們以團結合力來排除萬難，意識很是正面。
此外，漫畫角色多啦A夢，本來設定是一隻机器貓，卻常常被人誤以為是狸(日本貉)。多啦A梦经常强调自己是猫不是狸(日本貉)。但还是经常被搞错。还有野比大雄有一次也被比作成狸(日本貉)。另一位漫画角色就是怪物君裡的狼人，虽然是狼人却也经常被人誤以為是狸(日本貉)。狼人也经常强调自己是狼人不是狸(日本貉)。火影忍者裡的一尾守鹤就是狸(日本貉)。
关于日本妖怪的化狸有这样一个故事，在很久以前，有一对旅人在深山中看到一间房子，旅人跟房子敲门，裡面走出一位姑娘，姑娘便答应让旅人住一晚，到第二天早上起来才发现。原来那位姑娘是化狸变的，昨天吃的点心是叶子，房子只是幻觉。这个在鬼太郎系列登场的恶搞角色可是非常厉害的，其率领着自己数量众多的手下们称霸于整个四国地方(隱神刑部)，还驱赶其他化狸和狐狸。而高畑勳的《平成狸合战》（又名《百变狸猫》）中关于妖怪大作战的部分基本上都参考了关于四国一带的化狸的传说。
新潟縣的佐渡島或四國流傳有相當多的化狸傳說(隱神刑部)、其中也會像佐渡的團三郎狸、阿波國（德島縣）的金長或六五衛門、香川縣的屋島的禿狸那樣、為擁有特殊能力的化狸命名、或是將之作為祭祀的對象。在這些地區之外，也有不少將化狸作為名產的案例。
俗話說「狐七變狸八化」，與化成精的代表性動物「狐狸」相比，化狸比狐狸更精通變化之術。但是相對於狐狸是為了誘惑人才變化，化狸卻是為了整人才變化，因此也有人認為化狸本身就喜歡讓自己變化。

## 日本各地的化狸
日本各地都流傳有化狸的傳說。其中以四國地區流傳有最多的化狸故事，只要是發生怪異現象的理由，多半都是化狸作祟所致。其中又以在全日本擁有八百零八隻眷屬的隱神刑部最為聞名。
日本三大化狸故事
〈松山騷動八百八狸物語〉、〈文福茶鍋〉與〈証城寺的狸囃子〉
日本三名狸
團三郎狸（新潟縣佐渡島）・芝右衛門狸（兵庫縣淡路島）・屋島的禿狸（香川縣屋島）
文福茶鍋
自群馬縣館林市茂林寺流傳下來的一則民間故事。故事述說一隻化狸變化成名為守鶴的和尚長久守護著七代寺，並燒煮出取用不盡的茶水。鳥山石燕的著作《今昔百鬼拾遺》的「茂林寺的茶鍋」一章中說到，之所以被稱作文福、是因為讓人聯想到「文武火」一詞、文火是指小火慢煮，武火則是指強火。
宗固狸
茨城縣飯沼弘教寺裡遺留有其墳塚。相傳化狸變化成該寺的和尚，卻在某一天午睡時現出原形。但由於他侍居此寺已久，便還是讓他在這裡工作。
狸囃子
是江戶番町七大不可思議之一，相傳在深夜會依稀聽見不知自何處傳來的鼓聲，人們將之稱為「狸囃子」。童謠〈証城寺的狸囃子〉是以流傳下來的傳說改編而成。
垂袋
流傳於長野縣北安曇郡（現在的大町市）。描述化狸會爬上高聳的大樹、當有人經過時就會垂下白色的袋子。
竹伐狸
流傳於京都府南桑田郡保津村大年（現在的龜岡市）。棲居於山中的竹林，會發出劈砍竹子的聲響並變化成人類的古狸。
背負坂
流傳於大阪府南河內郡。在走上斜坡時會聽到「背我吧！背我吧！（おわれよか、おわれよか）」的聲音。某次一名膽大的男子聽到聲音鎮定回喊「讓我背吧！讓我背吧！（負うたろか負うたろか）」，於是便有塊松樹的大樹椿落到他背上。當他回家用柴刀剖開一看，老化狸這才現身向男子道歉。。
重箱婆
流傳於熊本縣玉名郡、宮崎縣日向市。據說老化狸會變身成手拿重箱（多層菜盒）的老婆婆出現。在熊本的傳說甚至提到會一邊對人說「我是重箱婆婆，要不要吃大餐啊？」，一邊讓人扛上像石頭一樣的重物。。
風狸
在《畫圖百鬼夜行》、《和漢三才圖繪》、《本草綱目》等書中都可以看到名為「風狸」的生物，記有「……因風騰躍甚捷，越岩過樹，如鳥飛空中。」。
赤殿中
流傳於德島縣板野郡崛江村（現在的鳴門市）。據說在半夜，化狸會變化成穿著紅色殿中羽織（無袖的半纏）的小孩纏著要人背他。要是受不了而背起他的話便會表現出高興的模樣，替那人捶背。。
撐傘狸
流傳於德島縣三好郡池田町（現在的三好市）。據說若是在下雨的傍晚的話，化狸會變化成撐傘的人向路過者招手。沒帶傘者要是沒注意而進到傘翼下的話，就會被帶到意想不到的地方。
吊首狸
流傳於德島縣三好郡箸藏村湯谷（現在的三好市）。據說化狸會把人引誘出來上吊。
小僧狸
流傳於德島縣麻植郡學島村（現在的吉野川市）。據說化狸會變化成小沙彌，攔阻走夜路的人，要是因此生氣上前拔刀砍殺他的話，數量反而會不斷增加，愚弄騷擾你一整晚。。
坊主狸
流傳於德島縣美馬町半田町（現在的劍町）。當有人要通過一座名叫坊主橋的橋時，不知不覺就會變成光頭了。
白瓶
流傳於德島縣鳴門市撫養町小桑島字日向谷。據說化狸會變化成白色的酒瓶，當有人想撿起時，便會滾動移開讓人無法撿到。
兔狸
流傳於德島縣。據說化狸會在吉野川河畔一座名為高岡的小山丘上，變化成兔子，故意慢步跑跳，若有人以為是輕易到手的獵物而去追捕牠的話，就會落得繞高岡跑好幾圈的結果。
打棉狸
流傳於香川縣。據說平時會變化成一團棉花的模樣在路邊滾動，當有人想撿起而伸手過去時，便會瞬間飛上天去。
豆狸
於西日本的江戶時代的怪谈集『絵本百物語』有所記載。

## 化狸登场的作品
化狸是小说，电影，游戏和戏剧经常使用的题材。
- 动物之森系列（登场角色狸克和他的两个侄子，同时Nook公司的叶子标志和家具掉到地上是叶子的设定也源自化狸借助树叶来使用变幻法术的传说）。
- 平成狸合战
- 小狸猫和小狐狸（日语：タヌキとキツネ）
- 东方Project
- 阴阳师 (游戏)
- 摇曳庄的幽奈小姐
- 海底囚人系列作品
- 有顶天家族
- 怪物事變
- 電波少女與錢仙大人
- ONE PIECE-和之國
- 奇奇怪界
- 原神
- 我家師傅沒有尾巴
- 妖怪學校的新人教師

## 備註
1. ↑  《康熙字典·豸部·七》貍：《唐韻》里之切《集韻》《韻會》陵之切，𠀤音釐。《集韻》或作𧳟。《爾雅·釋獸》貍狐貒貈醜，其足蹯，其跡𠫗。《說文》伏獸似貙。《正字通》貍，野貓也。有數種：大小似狐，毛雜黃黑，有斑如貓。員頭大尾者爲猫貍，善竊雞鴨。斑如貙虎，方口銳頭者爲虎貍，食虫、䑕、果實。似虎貍，尾黑白錢文相閒者爲九節貍，皮可爲裘領。文如豹而作麝香氣者爲香貍，卽靈貓也。南方有白面尾似狐者爲牛尾貍，亦名白面貍。又登州有貍頭魚尾者，名海貍。《書·禹貢》熊羆狐貍織皮。《左傳·定九年》晳白而衣貍製。《疏》謂黃貍皮也。又《周禮·夏官·射人》若王大射，則以貍步張三侯。《註》貍，善撙者也。行則止而擬度焉，其發必獲，是以量侯道法之也。又《儀禮·大射》奏貍首。《註》貍首，逸《詩》曾孫也。貍之言不來也。又《禮·檀弓》貍首之斑然。《註》文采似貍之首。又《集韻》謨皆切，音霾。本作薶。《論衡》小盜薶步䑕竊。又或作埋。《五經文字》貍，經典或借用爲埋字。《周禮·天官·鼈人》以時簎魚鼈龜蜃凡貍物。《註》自貍藏伏於泥中者。又《春官·大宗伯》以貍沈祭山林川澤。又《集韻》暮拜切，音韎。義同。又《集韻》《韻會》𠀤紆勿切，音鬱。臭也。《周禮·天官·內饔》鳥皫色而沙鳴，貍。《廣韻》俗作狸。
2. 1 2  中村 1990，第209-212頁
3. 1 2 3 4 5 6 7 8  多田 1990，第235-240頁
4. 1 2 3 4 5  日野 1926，第105-139頁
5. ↑  村上他 2008，第15頁.
6. ↑  佐野他 1980，第184頁
7. ↑  中村 1990，第35頁.
8. ↑  島田勇雄譯注《本朝食鑑》5巻 （〈東洋文庫〉平凡社、1981年） 304-305頁
9. ↑  中村禎里《狸とその世界》（朝日新聞社、1990年）
10. ↑  関敬吾《日本昔話大成》第7巻（角川書店、1979年） 107-112頁
11. ↑  宮沢光顕. . 有峰書店. 1978: 226–230. NCID BN06167332.
12. ↑  . えひめでぃあ. 瀬戸内海汽船.   [2010年8月7日]. （原始内容存档于2005年2月12日）. 外部链接存在于|work= (帮助)
13. ↑  大藤時彦他. 民俗学研究所編 , 编.  第3巻. 柳田國男監修. 平凡社. 1955: 1354. NCID BN05729787.
14. ↑  大藤時彦他. 民俗学研究所編 , 编.  第1巻. 柳田國男監修. 平凡社. 1955: 308. NCID BN05729787.
15. ↑  能田太郎. . 昔話研究 (三元社). 1935年8月, 1巻 (4号): 25. NCID AN00407060.
16. ↑  加藤恵. . 歴史読本 (新人物往来社). 1989年12月, 第34巻 (第24号（通巻515号）): 331. NCID AN00133555.
17. 1 2 3 4 5 6 7  笠井 1927，第261-263頁
18. ↑  三宅周一. . 民間伝承 (民間伝承の会). 1939年8月, 4巻 (11号): 2. NCID AN00236605.

注釋
1. ↑  引用自日野 1926，第106頁。
2. ↑  譯文引用自村上他 2008，第13頁。文中的「狢」在這裡指的並非獾。
3. ↑  傳說在製作金箔時，如果把金塊包裹在貉皮裡捶打，則可以很好地拉伸，甚至能伸展到八張塌塌米大。然後在各種故事流傳中，已被改為說陰囊像榻榻米一樣拉伸。

## 外部連結
- 伊予の伝説・狸伝説